# Кетл-Ривер (тауншип, Миннесота)
Кетл-Ри́вер (англ. Kettle River) — тауншип в округе Пайн, Миннесота, США. На 2000 год его население составило 491 человек.

## География
По данным Бюро переписи населения США площадь тауншипа составляет 80,4 км², из которых 78,3 км² занимает суша, а 2,1 км² — вода (2,67 %).

## Демография
По данным переписи населения 2000 года здесь находились 491 человек, 187 домохозяйств и 131 семья. Плотность населения — 6,3 чел./км². На территории тауншипа расположено 342 постройки со средней плотностью 4,4 построек на один квадратный километр. Расовый состав населения: 95,93 % белых, 0,41 % афроамериканцев, 2,04 % коренных американцев, 0,20 % азиатов, 1,02 % — других рас США и 0,41 % приходится на две или более других рас. Испанцы или латиноамериканцы любой расы составляли 1,22 % от популяции тауншипа.
Из 187 домохозяйств в 29,9 % воспитывались дети до 18 лет, в 62,0 % проживали супружеские пары, в 5,9 % проживали незамужние женщины и в 29,9 % домохозяйств проживали несемейные люди. 24,1 % домохозяйств состояли из одного человека, при том 12,3 % из — одиноких пожилых людей старше 65 лет. Средний размер домохозяйства — 2,63, а семьи — 3,16 человека.
26,5 % населения — младше 18 лет, 7,9 % — в возрасте от 18 до 24 лет, 23,6 % — от 25 до 44, 26,3 % — от 45 до 64, и 15,7 % — старше 65 лет. Средний возраст — 40 лет. На каждые 100 женщин приходилось 107,2 мужчин. На каждые 100 женщин старше 18 приходилось 109,9 мужчин.
Средний годовой доход домохозяйства составлял 33 333 доллара, а средний годовой доход семьи — 42 917 долларов. Средний доход мужчин — 25 625 долларов, в то время как у женщин — 16 500. Доход на душу населения составил 16 370 долларов. За чертой бедности находились 6,9 % семей и 15,9 % всего населения тауншипа, из которых 30,7 % младше 18 и 7,8 % старше 65 лет.